# Veronika Windisch
Veronika Windisch née le 9 avril 1982 à Graz, est une patineuse de vitesse sur piste courte, patineuse de descente extrême, cycliste, patineuse de roller inline et coureuse à pied autrichienne.

## Biographie
En 1994, Veronika Windisch commence la compétition dans son premier sport, le patinage de vitesse sur piste courte. En 1999, elle intègre l'équipe nationale autrichienne, dont elle devient membre titulaire à partir de 2003. Elle participe aux Jeux olympiques de 2010 et aux Jeux olympiques de 2014.
En 2010, elle est 11e du 1500 mètres, 15e du 1000 mètres et 21e du 500 mètres. L'année suivante, elle prend une médaille d'argent aux Championnats d'Europe sur le 1500 mètres.
En 2014, elle est la première Autrichienne à faire une finale de Jeux olympiques, mais est disqualifiée en finale. Elle finit 22e du 1000 mètres et 25e du 1500 mètres. Juste après la compétition, elle remporte son premier Grazathlon, une course d'obstacles de 10km à Graz, pour la première fois.
En 2015, elle commence le Tower Run, remportant une compétition mondiale à Graz, et se classe cinquième de la compétition d'ascension de la Tour Eiffel.
En 2016, elle participe pour la première fois aux championnats d'Autriche de roller en ligne et remporte la compétition. Elle bat également le record d'ascension de la Cathédrale Saint-Étienne de Vienne.
Elle est en 2017 championne d'Autriche dans trois sports différents, le roller en ligne, le cyclisme sur piste et le patinage de descente extrême. En cyclisme, elle remporte cette année-là le championnat national du 3000 mètres et celui de cyclisme sur route,.
En 2018 et 2019, elle remporte le marathon et la course aux points des championnats d'Autriche de roller en ligne.
Elle remporte le championnat d'Europe de patinage de descente extrême en 2021,.
En parallèle, elle enseigne la biologie.